# 394
394 (CCCXCIV) fue un año común comenzado en domingo del calendario juliano, en vigor en aquella fecha.
En el Imperio romano, el año fue nombrado como el del consulado de Flaviano sin colega, o menos comúnmente, como el 1147 Ab urbe condita, adquiriendo su denominación como 394 a principios de la Edad Media, al establecerse el anno Domini.

## Acontecimientos

### Imperio romano
- 6 de septiembre: Batalla del Frígido, el emperador Teodosio I derrota y mata al usurpador Eugenio (desde 392) y su magister militum franco, Arbogasto. El Imperio romano queda de nuevo bajo un solo gobierno, pero a la muerte de Teodosio (el año siguiente), se dividirá definitivamente.[1]
- El fuego sagrado del Imperio romano deja de arder (véase Vesta y Vírgenes vestales).
- 200.000 soldados guardan las fronteras, y una fuerza de reserva de 50.000 hombres está disponible para desplegarse. Muchos soldados romanos son de tribus germánicas.
- Un obelisco, tomado de Egipto, se erige cerca del hipódromo en Constantinopla.

### Egipto
- Se escribe el jeroglífico más tardío que se conoce, en Filae, Egipto.

### Religión
- Epifanio de Salamina ataga a Orígenes como un hereje.
- El concilio de Bagaï en África reúne a 310 obispos donatistas.